# Cenotobermorita
La cenotobermorita és un mineral de la classe dels silicats, que pertany al grup de la tobermorita. Rep el nom per la seva relació amb la tobermorita. El prefix ceno- indica la naturalesa lliure de calci de les cavitats estructurals d'aquest membre del grup de la tobermorita.

## Característiques
La cenotobermorita és un inosilicat de fórmula química [Ca₄Si₆O15(OH)₂·2H₂O]·3H₂O. Va ser aprovada com a espècie vàlida per l'Associació Mineralògica Internacional l'any 2014. quan la tobermorita va ser redefinida com dos minerals: la tobermorita i la cenotobermorita.
Segons la classificació de Nickel-Strunz, la cenotobermorita pertany a «09.DG - Inosilicats amb 3 cadenes senzilles i múltiples periòdiques» juntament amb els següents minerals: bustamita, ferrobustamita, pectolita, serandita, wol·lastonita, wol·lastonita-1A, cascandita, plombierita, clinotobermorita, riversideïta, tobermorita, foshagita, jennita, paraumbita, umbita, sørensenita, xonotlita, hil·lebrandita, zorita, chivruaïta, haineaultita, epididimita, eudidimita, elpidita, fenaksita, litidionita, manaksita, tinaksita, tokkoïta, senkevichita, canasita, fluorcanasita, miserita, frankamenita, charoïta, yuksporita i eveslogita.
L'exemplar que va servir per a determinar l'espècie, el que es coneix com a material tipus, es troba conservat a la col·lecció mineralògica del Museu d'Història Natural de la Universitat de Pisa, amb el número de catàleg 19691.

## Formació i jaciments
Va ser descoberta a la mina N'Chwaning II, situada a la localitat de Kuruman, al camp de manganès de Kalahari, al Cap Septentrional (Sud-àfrica). També ha estat descrita al dipòsit de Bazhenovsk, a la localitat d'Asbest (óblast de Sverdlovsk, Rússia). Aquests dos indrets són els únics de tot el planeta on ha estat descrita aquesta espècie mineral.